# ایوان مولینا

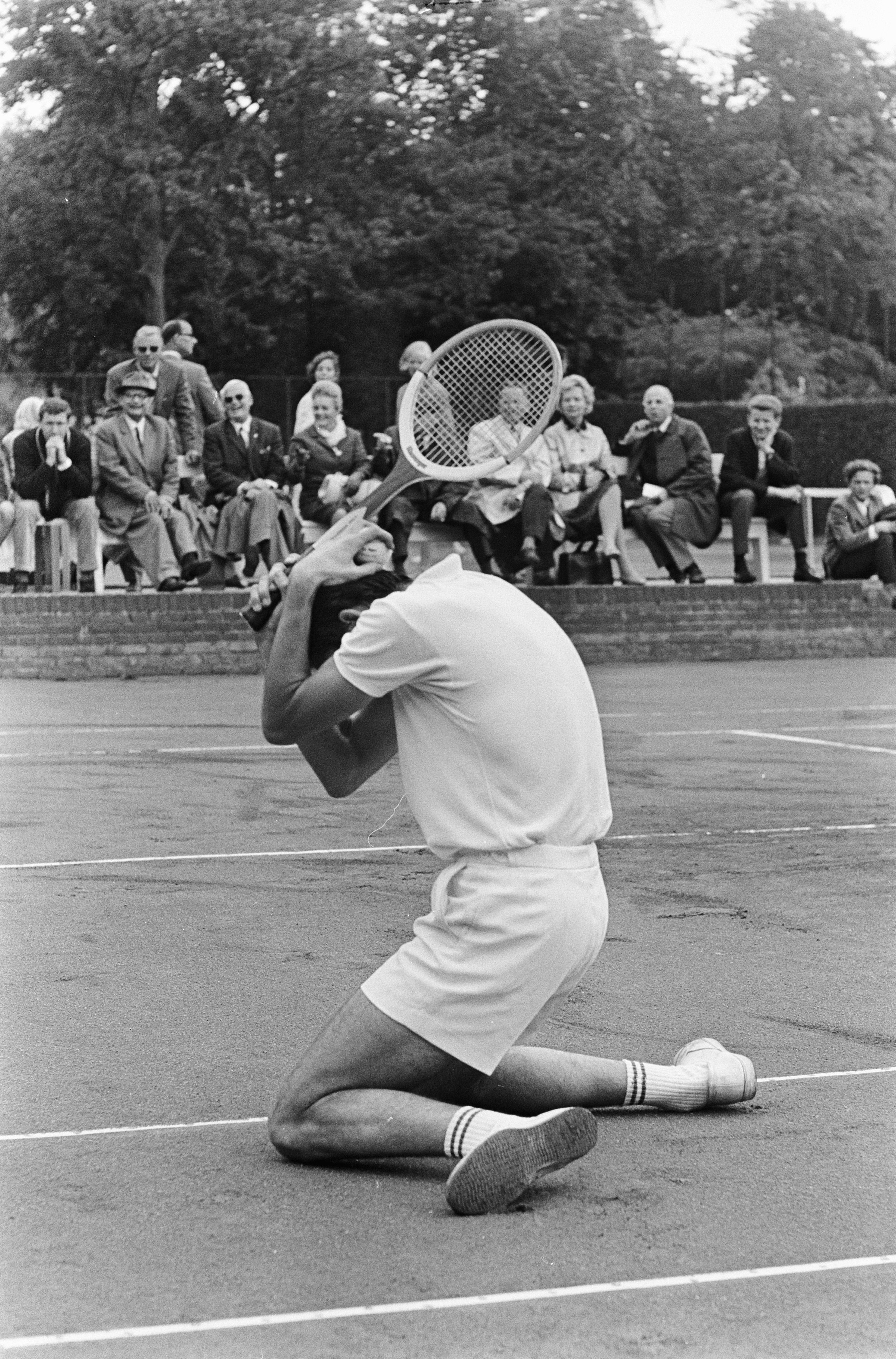
ایوان مولینا - ۱۹۶۶

 ایوان مولینا (انگلیسی: Iván Molina؛ زاده ۱۶ ژوئن ۱۹۴۶) یک تنیس‌باز اهل کلمبیا است.